# Ann-Kathrin Otto
Ann-Kathrin Otto (* 8. Januar 1968 in Osnabrück) ist eine deutsche Interiordesignerin,  Szenenbildnerin, Theatermalerin, Illustratorin, Moderatorin, Sängerin und Fotomodell.

## Leben und Karriere
Ann-Kathrin Otto wuchs in Köln auf. Ihr Bruder Tilmann Otto tritt als Reggaesänger und Musiker unter dem Künstlernamen Gentleman auf. Ihr Vater ist ein evangelisch-lutherischer Pfarrer, der auch, von 2010 bis 2011, in der Comedy-Sendung Old Ass Bastards zu sehen war.
Otto arbeitete nach dem Abitur bei ihren Kunstlehrern, dem Kölner Künstlerfotografenpaar Anna und Bernhard Blume. An der Oper Bonn ließ sie sich zur Theatermalerin ausbilden mit Abschluss an der Berliner Staatsoper. Später folgte eine Zusatzausbildung als Filmausstatterin an der ifs Köln.
Seit 1992 arbeitet Otto freiberuflich als Szenenbildnerin, Storyboardzeichnerin und Bühnenmalerin für Theater-, Film- und Fernsehproduktionen.
Zu Beginn ihrer Karriere gestaltete Otto Theater-Bühnenbilder deutschlandweit, in den 1990er Jahren überwiegend am Theater am Dom. Sie produzierte Fernsehstudio-Designs bei den Sendern WDR, VOX, RTL und Super RTL für Fernsehformate wie Zimmer frei!, KakaduClub oder die Dirk Bach Show. Für internationale Kinofilmproduktionen entwirft und malt sie Filmsets (unter anderem Rembrandt, Boat Trip, Das Parfum – Die Geschichte eines Mörders oder Der kleine Vampir). Als Storyboardzeichnerin hat sie für Regisseure und Kameraleute deutscher Produktionen gearbeitet (unter anderem Schimanski, Die Hindenburg, Stratosphere Girl oder Ladykracher). Als Szenenbildnerin zeichnet sie für die Fernsehserie Stromberg verantwortlich.
Von Mitte 2004 bis zum Juni 2025 gehörte Otto zum Team des ZDF-Serviceprogramms Volle Kanne. Dort gestaltete sie als Design-Expertin in der Rubrik „Wohnen und Design“ Räume um. Zudem berichtete sie als Reporterin in der Reihe „Hausbesuche“ von bestehenden Wohnwelten und Häusern von Prominenten, Architekten, Designern und Künstlern.
Sie realisiert für den Unternehmer Professor Hans Georg Näder/Otto Bock weltweit Kunstprojekte, entwirft und gestaltet Hausfassaden, Schiffe und andere Bauprojekte.
Otto erhielt 2021 einen Lehrauftrag von der AMD Akademie Mode & Design in Düsseldorf, an der sie im Studiengang InteriorDesign unterrichtet.
Mit "AKOsWohnART" legt die Einrichterin ihr erstes Buch vor, das im Herbst 2023 auf der Frankfurter Buchmesse präsentiert wird und im heel Verlag/plaza erscheint.
Otto ist Mutter eines Sohnes und lebt in Köln.